# Матросский клуб (Севастополь)
Матросский клуб — здание клуба моряков главной базы Черноморского флота, в стиле сталинский ампир, построенное в ходе масштабной программы восстановления Севастополя после разрушений Великой Отечественной войны. Расположено в Севастополе, на Площади Ушакова, 1. База Драматического театра Черноморского флота РФ имени Б. А. Лавренева и Ансамбля песни и пляски Черноморского флота.

## История
Проект в стиле классицизма в поздней форме сталинского ампира, работы проводили архитекторы И. В. Богданов, А. С. Гольдин, Л. Т. Киреев, при участии главного конструктора Военпроекта-30 А. П. Шумилова, главный руководитель проекта А. И. Гегелло. Первоначальный проект включал также амфитеатр на склоне. Строительство завершено в 1954 году к столетию первой обороны.
Здание является доминантой площади Ушакова и улиц Большая Морская и Ленина. Асимметрия удачно учитывает высотные перепады рельефа, за счёт чего башня главенствует над Южной бухтой .
Основное здание трёхэтажное, с восточной стороны через понижения рельефа устроен цокольный этаж. Второй этаж пересекает бар с колоннадой ионического ордера. С востока пристроена башня со шпилем. Её первый ярус украшают коринфские колонны. Основным строительным материалом стал местный инкерманский камень. 
На башне установлены куранты Севастополя с четырьмя циферблатами (с каждой стороны). Традиция иметь в Севастополе куранты была заложена ещё в 20-е годы XIX века командующим Черноморским Флотом, губернатором Севастополя Алексеем Грейгом. Каждый час куранты играют мелодию гимна города «Легендарный Севастополь».
Шпиль для башни первоначально создавался для Дворца культуры и науки в Варшаве. Однако для этой высотки он оказался маленьким, поэтому его отдали Матросскому клубу, а варшавский дворец получил другой шпиль.
С начала 1982 года является зданием Драматического театра Черноморского флота РФ имени Б. А. Лавренева. Кроме того, здание использует как  репетиционную базу Ансамбль песни и пляски ЧФ и многочисленные детские кружки.
25 августа 1999 года башня была захвачена сторонниками национал-большевизма. Пятнадцать нацболов заварили дверь на смотровую площадку башни изнутри и вывесили баннер «Севастополь – русский город!»

## Охранный статус
Объект культурного наследия регионального значения 